# VfB Bretten
Der VfB Bretten 1908 e. V. ist ein deutscher Sportverein mit Sitz in der baden-württembergischen Stadt Bretten im Landkreis Karlsruhe. Neben der Fußball-Abteilung gibt es noch eine Baseball-Abteilung, die Bretten Kangaroos, die zurzeit in der Landesliga spielt.

## Vorgängervereine

### Erste Vereinsgründung
In den Jahren 1906/07 belegten eine Gruppe von Jungen aus Bretten ein dreijähriges Lehrseminar in nahe liegenden Karlsruhe. Dabei besuchten viele von ihnen auch die Spiele des Karlsruher FV und des Karlsruher FC Phönix. Angesteckt durch die Leistungen der Teams und dem Wunsch es ihnen nachmachen zu wollen, gründete die Gruppe dann schließlich 1908 den Fußballverein Bretten 08. Aufgrund der fehlenden finanziellen Mittel war der junge Verein auf Spenden angewiesen. Als erste Sportstätte wurde der Brettener Viehmarktplatz genutzt. Das erste Spiel kam gegen den FC Stein zu Stande. Der Verein in dieser Form existierte dann bis 1913.

### Zweite Vereinsgründung
Da der Fußball innerhalb der Stadt schon durch den früheren Verein einiges an Auftrieb gewonnen hatte, wollte dies nun eine weitere Gruppe Brettener erneut versuchen und gründeten den FV 1913. Bedingt durch den kurze Zeit später eintretenden Ersten Weltkrieg kam dann aber erst einmal kein wirklicher Spielbetrieb mehr zustande. Die erste Generalversammlung nach dem Krieg fand dann am 6. Februar 1919 statt. Mit einer Mitgliederzahl von 166 am 3. Juni 1919 konnte am 30. September desselben Jahres dann das erste Verbandsspiel gegen den Vfb Bühl mit 4:2 gewonnen werden. In der Saison 1920/21 gelang dann die Meisterschaft der B-Klasse im Gau Mittelbaden. Ebenfalls 1921 entstand dann noch eine Hockey-Mannschaft, welche jedoch nicht lange Bestand haben sollte.

### Ausgründung vom TV Bretten
Bereits 1919 wurde im schon länger existierenden TV Bretten eine Fußballabteilung gegründet. Nach der Meldung beim Verband begann die Mannschaft mit dem Spielbetrieb in der B-Klasse. Nach der Trennung des Turn- und Sportverbandes, kam es dann auch 1924 zur Ausgründung der Fußballabteilung. Dies führte dann im März 1924 zur Gründungsversammlung der neuen Spielvereinigung Bretten. Im darauf folgenden Jahr gelang dann der Spielvereinigung die Meisterschaft in der B-Klasse, womit der Aufstieg in die A-Klasse gesichert werden konnte.
Nach einem fehlgeschlagenen Vorhaben, zum Bau eines neuen Sportplatzes, dauerte es bis zum 1. September 1929 bis ein neuer Sportplatz („In der Rehhütte“) eingeweiht werden konnte. Nach der Saison 1929/30 gelang dann auch die Kreismeisterschaft in der A-Klasse.

### Fusion von FV und SpVgg
Die ersten Bestrebungen zur Fusion des FV Bretten 1913 und der SpVgg Brettern kamen bereits in den Jahren 1927/28 auf. Diese Verhandlungen scheiterten jedoch an auf der Seite des FV daran, dass alle Vermögenswerte und damit auch der Sportplatz in den neuen Verein übergehen sollten. Somit wollte sich der FV eine spätere Neugründung als Perspektive sichern. Im Frühjahr 1931 klappte die Vereinigung dann aber doch. Am 20. April 1931 folgte dann die Gründungsversammlung des nun VfR Bretten genannten Vereins. Als Abteilungen gab es neben Fußball auch Faustball und Leichtathletik. Aufgrund von späteren Querelen zwischen verfeindeten Mitgliedern der ehemaligen Vereine, einem Sportplatz der dann doch nicht den Anforderungen genügte und zuletzt auch fehlenden finanziellen Mitteln, gab es den Verein dann nicht mehr lange.

## Geschichte

### Anfänge bis Zweiter Weltkrieg
Im Januar 1932 trat der VfB dann als neuer Verein ins Leben. Inhaltlich fanden sich in ihm fast alle Mitglieder des ehemaligen VfR wieder. In den Vereinsnamen wurden dann das Gründungsjahr des ersten Vereins, also 1910, aufgenommen. Sogar die Fußball-Mannschaften behielten ihre Ligazugehörigkeiten. Aufgrund der fehlenden Spielstärke durch einige nicht mehr beteiligte Spieler, kam es dann zum Ende der Saison aber zum Abstieg in die A-Klasse. Am 6. August 1933 fand dann auch die Einweihung der neuen Sportanlage statt. Nach der Saison 1934/35 gelang dann die Meisterschaft in der Kreisklasse und somit der Aufstieg in die Fußball-Bezirksklasse Mittelbaden. Im Tschammerpokal 1935 schlug der VfB zuhause den damaligen Gauligisten FC Pforzheim zuhause mit 2:0 und zog somit in die 1. Schlussrunde des Pokals ein. Dort traf die Mannschaft dann auf den Freiburger FC, gegen den nach einer ersten 1:0-Führung eine 1:3-Niederlage eingesteckt werden musste. Durch den Ausbruch des Zweiten Weltkriegs im Jahr 1939 kam der Spielbetrieb dann mehr und mehr zum Stillstand, bis er später komplett zum Erliegen kam.

### Nachkriegszeit
Bereits 1945 begannen dann erste Mitglieder wieder den Verein neues Leben einzuhauchen. Nach einer Generalversammlung mit der Wahl eines neuen Vorstandes, fing auch gleich der Spielbetrieb in den Spielklassen wieder an. Die Vereinsführung erkannte damals, dass lediglich mit neuen Spielern ein Aufstieg machbar wäre. Nach der Saison 1951/52 folgte dann die Meisterschaft der A-Klasse im Kreis Bruchsal Nach einem zweiten Platz hinter dem VfR Pforzheim in der Saison 1952/53, gelang dann nach der Saison 1953/54 die Meisterschaft in der 2. Amateurliga.
Zur Saison 1954/55 spielte die Mannschaft somit erstmals in der 1. Amateurliga Nordbaden, was damals die dritthöchste Spielklasse darstellt. Hier rächte sich nun aber die Fokussierung auf die erste Mannschaft und den Aufstieg. Nach dem Weggang einiger Spieler, konnte die eigene Jugend diese Spielstärke nur schwer erreichen. Ebenfalls gab es in dieser Saison nicht nur drei, sondern vier Abstiegsplätze. Mit 29:35 Punkten, konnte sich die Mannschaft dann aber noch über den 13. Platz retten und die Spielklasse halten. Die Heimniederlagen gingen dann aber auch in der nächsten Saison weiter. Somit gingen auch nach und nach die Zuschauer verloren, womit der Verein durch die erhöhten Ausgaben in der 1. Amateurliga auch immer mehr finanzielle Probleme bekam. Spielerisch konnte die Klasse in dieser Saison auch wieder nur über den 14. Platz mit 26:38 Punkten, gerade so gehalten werden. Zwar gab es in der Saison 1956/57 nur zwei Absteiger, mit lediglich 20:40 Punkten, konnte die Mannschaft die Klasse aber diesmal als Vorletzter nicht mehr halten und musste den Abstieg zurück in die 2. Amateurliga hinnehmen.

### Zeit in der zweiten Amateurliga
Die erste Saison in der 2. Amateurliga, endete schließlich mit einem eher mäßigen Tabellenplatz. Der Abbau der Resignation in der gesamten Mannschaft sollte dann eine ganze Weile noch dauern. In der Saison 1958/59 verstärkter der Verein mit jungen schon erprobten Spielern die erste Mannschaft. Jedoch stand die Mannschaft am Ende der Hinrunde auf dem vorletzten Tabellenplatz. Mit aller Kraft, schaffte die Mannschaft am Ende der Saison dann noch den neunten Platz. Nach der nächsten Saison war dann der elfte Platz drin. Durch zahlreiche Verletzungen in der Hinrunde der Saison 1960/61 kam der Verein nur auf den drittletzten Tabellenplatz, nach der Rückrunde reicht es dann noch für den achten Platz. In den folgenden Jahren konnten dann seltenst vordere Positionen in der Tabelle erreicht werden, die Spielklassenzugehörigkeit blieb aber stets bestehen. Als erster großer sportlicher Erfolg konnte dann schließlich nach der Saison 1970/71 die Vizemeisterschaft gesehen werden. In der darauf folgenden Saison klappte es dann allerdings nicht mit dem anvisierten Meistertitel und die Mannschaft musste sich mit einem Platz im Mittelfeld begnügen. Zwar ging das erste Spiel in der Saison 1972/73 verloren, jedoch konnte später die Herbstmeisterschaft und am Ende der Saison sogar die Meisterschaft der 2. Amateurliga Mittelbaden gefeiert werden.

### Zeitweise Rückkehr in die erste Amateurliga
In der Saison 1973/74 konnte die Mannschaft dann nicht auf ihrem angestammten Platz spielen, weil dieser durch der ständigen Belastung seit dem Jahr 1933 einfach nicht mehr nachkommen konnte. Folglich spielte der Verein immer wieder im Umkreis in Neibsheim, Wössingen, Knittlingen und im Brettener Stadtteil Gölshausen. Zwar befand sich die Mannschaft in dieser Saison stets im unteren Mittelfeld, hatte mit dem Abstieg aber bis kurz vor Ende der Saison nichts zu tun. Durch unglückliche Spielkonstellationen und Ergebnisse in an den letzten zwei Spieltagen, rutschte der Verein dann doch noch auf den 14. Platz, womit mit 24:36 Punkten dann wieder Abstieg anstand.
Das Stadion war in der Zwischenzeit wieder hergerichtet worden, jedoch konnten nur die ersten sechs Heimspiele auf dem Platz ausgespielt werden. Durch Fehler in den Arbeiten, hatte sich der Rasen nicht richtig mit dem Erdboden verbunden, womit sich alles abgelöst hatte. Nach der Sperrung des Platzes, wurde die Anlage im Büchig für den Rest der Saison genutzt. Somit kamen auf den Verein erneut finanzielle Aufwendungen, durch größere Fahrtwege, wie auch ausbleibende Zuschauer hinzu. Spielerisch sollte dies jedoch kein Hindernis sein. Fast ohne Niederlage sicherte sich der Vereine ohne große Probleme mit einem sehr großen Vorsprung auf die Verfolger die Meisterschaft in der Liga. Um den Wiederaufstieg klarzumachen, ging es nun in der Relegation gegen den Meister der Staffel Pforzheim, den VfR Pforzheim. Nach einem 0:1-Auswärtssieg ging das Spiel in Büchig dann jedoch mit 2:1 verloren. Auf dem Platz der Amateure des Karlsruher SC kam es dann zum entscheidenden dritten Spiel. Bis zur letzten Minute sollte es dauern, bis der VfB das einzige Tor in diesem Spiel erzielen sollte und damit den Aufstieg zurück in die 1. Amateurliga perfekt machte.
Doch auch zurück in der höchsten Amateurspielklasse, war der Sportplatz nicht bespielbar. Diesmal ging es für die Heimspiele wieder nach Neibsheim. Nun engagierte sich der VfB bei den Gemeinderatswahlen stark für einen zweiten Platz. Unterstützung in dieser Sache erhielt er von der damaligen Gemeinde Diedesheim, welche selber einen Schulsportplatz benötigte. Im September begann dann auch der Bau einer neuen Trainingsanlage etwas unterhalb des bisherigen Stadion. Diese Anlage konnte dann schon zum Ende des Jahres in Betrieb genommen werden. Sportlich lief die erste Saison zurück in der ersten Amateurliga mit einem Start von 5:1 Punkten relativ gut an. Danach folgte zwar eine schwächere Phase, am Ende platzierte sich die Mannschaft aber mit 34:26 Punkten auf dem fünften Platz. Zur nächsten Saison konnte die Mannschaft dann endlich wieder im heimischen Stadion spielen. Sportlich lief es dann nicht mehr so gut und mit 25:35 Punkten, war am Ende nur ein zwölfter Platz drin. Was aber zum sportlichen Ziel, dem Klassenerhalt passen sollte. In der nächsten Saison spielte der Verein aufgrund einer Strukturreform, in der nur eine Saison lang so bestehenden Badenliga, hier konnte am Ende der elfte Platz erreicht werden, womit die Mannschaft die Teilnahme zur neuen Oberliga Baden-Württemberg verpasste und somit ab der nächsten Saison in der Verbandsliga Baden spielen musste.

### Abstieg bis in die Bezirksliga
Nach dem Abstieg sollte sich erneut keine Ruhe in der Mannschaft einspielen, nach mehreren Trainerwechseln musste der VfB am Ende einen weiteren Abstieg in die Landesliga hinnehmen. Zur Saison 1980/81 war dann das große Ziel Wiederaufstieg ausgerufen worden. Trotz großer finanzieller Aufwendungen musste die Mannschaft gegen die Amateure des KSC den kürzeren Ziehen und erreicht in dieser Saison nicht die Meisterschaft. In der Saison 1981/82 gab es einen erneuten Trainerwechsel und die Mannschaft musste mehr und mehr auf Spieler aus der eigenen Jugend zurückgreifen. Nach hin und wieder einer kurzen Zeit in der Abstiegszone, konnte die Mannschaft mit dem zehnten Tabellenplatz die Klasse dann am Ende der Saison doch noch halten. Nach der nächsten Saison stand dann erneut am Ende nur ein Platz im Mittelfeld auf der Tabelle, in dieser Saison waren gut 80 % der Spieler aus der eigenen Jugend. Mit den Jahren wurde die Mannschaft immer jünger, konnte sich jedoch gegen den Abstieg wehren. Nach der Saison 1985/86 war es dann aber nicht mehr möglich die Klasse zu halten und die Mannschaft stieg in die Bezirksliga ab.

### Zeit in der Bezirksliga
Die erste Saison in der Bezirksliga konnte dann mit einer Mischung aus erfahrenen und jungen Spielern auf dem fünften Platz abgeschlossen werden. Nach der Saison 1987/88 folgte am Ende sogar der zweite Platz, welcher aber keine Qualifikation für Aufstiegsspiele nach sich brachte. Den Herbstmeistertitel konnte sich die Mannschaft dann zwar nach der Hinrunde der Saison 1988/99 sichern, jedoch langte es nicht für die Meisterschaft, welche an die plötzlich erstarkte Alemannia Eggenstein ging. Zur Saison 1990/91 gab es dann eine Neuordnung der Spielklassen im Kreis Bruchsal, womit der VfB es in mehr Spielen gegen lokale Vereine zu tun bekam. Trotz einer sehr guten Torquote und einer sehr langen Zeit auf dem ersten Platz, war am Ende jedoch wieder nur die Vizemeisterschaft drin.
1994 folgte dann der Umzug in ein neues Vereinsheim. Sportlich verlief die Saison 1994/95 ähnlich wie auch schon die vorherigen. War man nach den ersten paar Spielen auf dem ersten Platz zu finden, stand die Mannschaft am Ende der Hinrunde auf dem sechsten Platz, womit sie die Saison auch abschließen sollte. Die Saison 1995/96 sah dann zuerst gar nicht so erfolgreich aus, wie sie am Ende werden sollte. Nach dem zwischenzeitlichen zehnten Platz, kam der Verein zum Ende der Hinrunde auf den sechsten Platz. Nach der Winterpause veranstaltete der Verein gegen Dynamo Kiew ein Testspiel, welche mit 1:9 verloren wurden. Mit einem neuen Trainer ging es dann in der Rückrunde voran und am Ende sollte die Meisterschaft in der Bezirksliga anstehen.
Zurück in der Landesliga wieder mit einem neuen Trainer, konnte die Klasse auf dem 12. Platz gehalten werden. Die Saison verlief aber trotzdem spannend, weil theoretisch 30 % der Verein absteigen hätten können. Die Saison 1997/98 wurde schließlich noch auf dem vierten Platz der Tabelle abgeschlossen. Irgendwann danach stand aber wieder der Abstieg in die Bezirksliga an.

### Der Weg zurück in die Landesliga
In der Saison 2003/04 spielte der Verein in der Bezirksliga Bruchsal, am Ende belegte die Mannschaft hier mit 61 Punkten den dritten Platz. Zur nächsten Saison wurde diese dann in die Kreisliga Bruchsal umgewandelt, hier schloss der VfB mit 47 Punkten auf dem achten Platz ab. Nach immer wieder oberen Platzierungen reichte es jedoch nie für den ersten Platz, nach der Saison 2012/13 musste die Mannschaft sich sogar über den 14. Platz mit 29 Punkten noch knapp vor dem Abstieg retten. Danach wurde es aber langsam wieder besser und der Verein konnte sich im Mittelfeld etablieren. Nach der Saison 2017/18 klappte es dann endlich und die Mannschaft konnte die Meisterschaft in der Kreisliga feiern. Nach gut 20 Jahren Abwesenheit zurück in der Landesliga Mittelbaden konnte die Mannschaft mit dem 14. Platz und 38 Punkten nach der Saison 2018/19 den Klassenerhalten schaffen. Am Ende der Saison 2021/22 stieg das Team als Erstplatzierter in die Verbandsliga auf.